# Доколька
Доколька — річка в Білорусі у Стародорозькому й Глуському районах Мінської й Могильовської областей. Права притока річки Птич (басейн Прип'яті).

## Опис
Довжина річки 43  км, похил річки 0,5 м/км , площа басейну водозбіру 462 км² , середньорічний стік 2,3 м³/с . Формується притоками та безіменними струмками.

## Розташування
Бере початок за 2 км на північно-східній стороні від села Кармази. Тече переважно на південний схід і за 2 км вище села Косаричі впадає у річку Птич, ліву притоку річки Прип'яті.